# Dévadaha
Dévadaha (pálijsky देवदह, Devadaha) bylo starověké město a sídlo místního království nedaleko Kapilavastu a dnešní obec v nepálském okrese Rupandéhí. Podle buddhistické tradice zde setrvával Gautama Buddha a učil zde mnichy. Měla se zde narodit Majádéví, Buddhova matka, a Maháppadžápatí Gótamí, druhá manželka krále Šuddhódany. Majádéví porodila Buddhu v blízkém háji Lumbiní, když se vracela do rodného města z Kapilavastu, kde žila se svým manželem.

## Obec Dévadaha
Podle starobylého města dostala název nedaleká vesnice. V oblasti v roce 2014 vznikla stejnojmenná obec. Žije v ní přibližně 54 tisíc obyvatel.